# Solaure-en-Diois
Solaure-en-Diois é uma comuna francesa na região administrativa de Auvérnia-Ródano-Alpes, no departamento de Drôme. Estende-se por uma área de 19.36 km². Em 2010 a comuna tinha 439 habitantes (densidade: 22,7 hab./km²).
Foi criada em 1 de janeiro de 2016, a partir da fusão das antigas comunas de Aix-en-Diois e Molières-Glandaz.